# 八旗通志初集
八旗通志初集，是中国清朝官方编纂的满族史书，是代关于八旗制度的重要誌書。编辑时有汉文、满文两个版本，最初命名为《八旗通志》。
八旗制度是清代滿族特有的社會組織形式，對清王朝的建立和鞏固起了極為重要的作用。明朝以來各省均有方誌，唯清初八旗未纂修成書。雍正五年（1727年），鄂尔泰等人奉雍正帝之命，开始编写一本记述从努尔哈赤时开始的八旗制度开端、组织沿革以及人物传略等的通志。
根据中国第一历史档案馆《宫中档·文教类》的一份乾隆初年的奏折显示，八旗志馆于雍正六年（1728年）四月十一日开馆编辑《八旗通志》。时八旗志馆由鄂尔泰、张廷玉、福敏任总裁官，副总裁官任兰枝、索柱。历经近十年的编修，于乾隆三年（1738年）底，汉文本进呈乾隆帝御览。乾隆五年（1740年）七月，满文本进呈乾隆帝御览，奉旨加“初集”二字。故此后书名称《八旗通志初集》。汉文本在乾隆七年（1742年）十二月内，缮写校对，送武英殿刊刻完。满文本在乾隆九年时接近完成校对。
乾隆五十一年（1786年），乾隆帝下旨再次编写八旗通志，由福隆安等负责，至嘉庆元年（1796年）书成，赐名为《钦定八旗通志》。《八旗通志初集》与《钦定八旗通志》两部，共606卷，计40万字，均為研究清代八旗制度的重要史籍。